# Landschaftsschutzgebiet Freiflächen bei Beringhofen

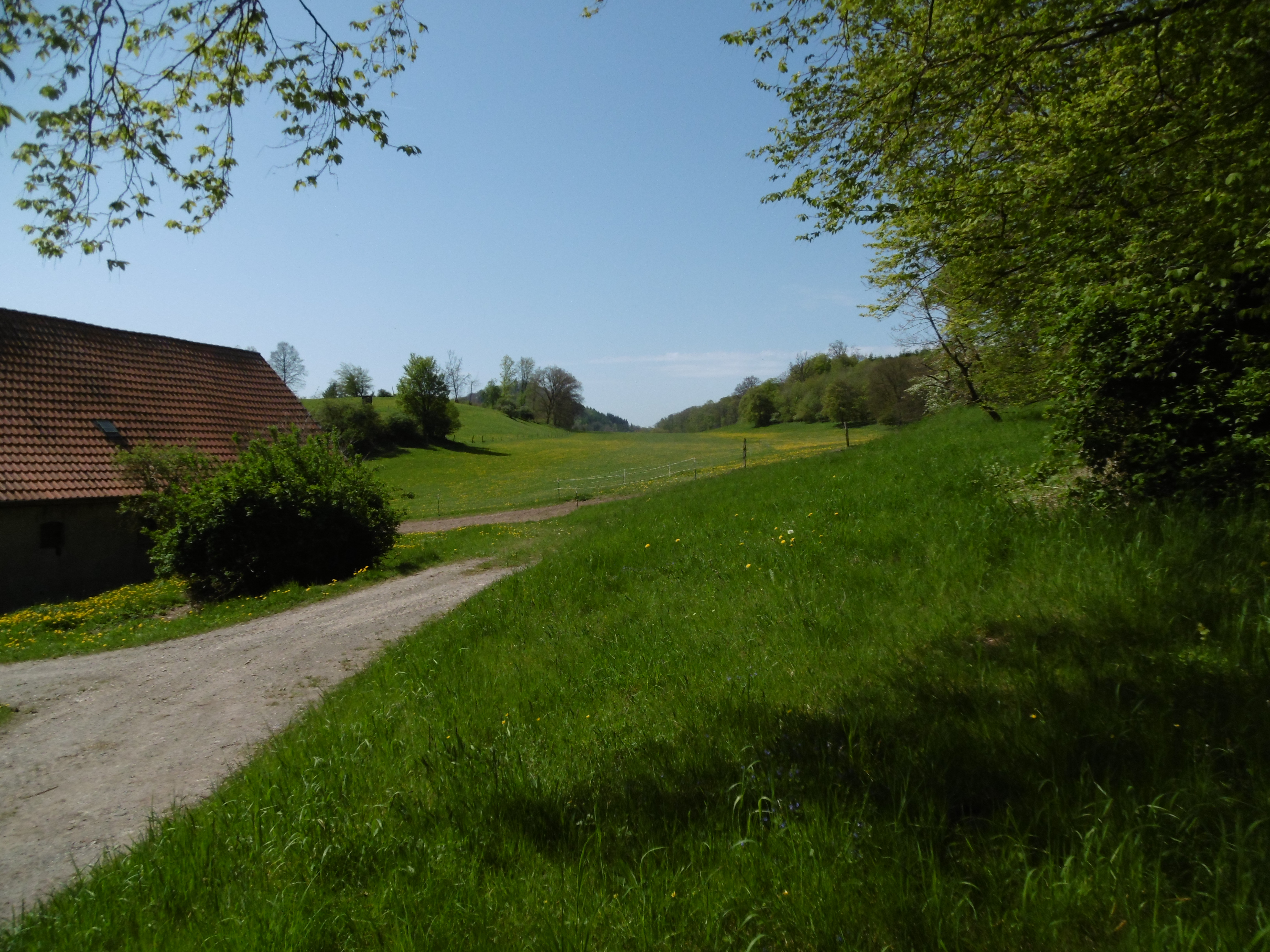
Landschaftsschutzgebiet Freiflächen bei Beringhofen

Das Landschaftsschutzgebiet Freiflächen bei Beringhofen mit 15,9 ha liegt im Stadtgebiet von Marsberg und im Hochsauerlandkreis. Das Gebiet wurde 2002 mit dem Landschaftsplan Hoppecketal durch den Kreistag des Hochsauerlandkreises als Landschaftsschutzgebiet (LSG) ausgewiesen. Das LSG wurde als Landschaftsplangebiet vom Typ B, Ortsrandlagen, Landschaftscharakter, ausgewiesen. Im LSG befinden sich landwirtschaftliche Offenlandbereiche.

## Beschreibung
Im Landschaftsschutzgebiet liegen Grünlandflächen. Das LSG ist durch Feldgehölze und sonstige Kleinstrukturen gegliedert.
Im Westen grenzt das Naturschutzgebiet Bellergrund und im Südosten das Naturschutzgebiet Oberes Diemeltal an. Nördlich und südlich grenzt das Landschaftsschutzgebiet Hoppecke-Diemel-Bergland an.

## Schutzzweck
Die Ausweisung erfolgte zur Sicherung der Vielfalt und Eigenart der Landschaft im Nahbereich der Ortslagen und der alten landwirtschaftlichen Vorranggebiete durch Offenhaltung. Ferner wegen der besonderen Bedeutung für die Erholung.

## Rechtliche Vorschriften
Wie in den anderen Landschaftsschutzgebieten im Stadtgebiet besteht im LSG ein Verbot, Bauwerke zu errichten. Vom Verbot ausgenommen sind Bauvorhaben für Gartenbaubetriebe, Land- und Forstwirtschaft. Die Untere Naturschutzbehörde kann Ausnahmegenehmigungen für Bauten aller Art erteilen. Wie in den anderen Landschaftsschutzgebieten vom Typ B in Meschede besteht im LSG ein Verbot der Erstaufforstung und Weihnachtsbaum-, Schmuckreisig- und Baumschul-Kulturen anzulegen. Es besteht das Gebot das LSG durch landwirtschaftliche Nutzung oder geeignete Pflegemaßnahmen von Bewaldung freizuhalten.